# Sebastián Luna
Sebastián Luna (General Belgrano, 25 dicembre 1987) è un calciatore argentino, centrocampista della Juv. Unida (SL).

## Carriera
Cresciuto nelle giovanili del Quilmes, ha esordito il 16 agosto 2008 in occasione del match pareggiato 0-0 contro il San Martín (SJ).

## Statistiche

### Presenze e reti nei club
Statistiche aggiornate al 17 marzo 2018.
| Stagione           | Squadra            | Campionato         | Campionato | Campionato | Coppe nazionali | Coppe nazionali | Coppe nazionali | Coppe continentali | Coppe continentali | Coppe continentali | Altre coppe | Altre coppe | Altre coppe | Totale | Totale | Totale |
| Stagione           | Squadra            | Comp               | Pres       | Reti       | Comp            | Pres            | Reti            | Comp               | Pres               | Reti               | Comp        | Pres        | Reti        | Pres   | Reti   |        |
| ------------------ | ------------------ | ------------------ | ---------- | ---------- | --------------- | --------------- | --------------- | ------------------ | ------------------ | ------------------ | ----------- | ----------- | ----------- | ------ | ------ | ------ |
| 2008-2009          | Quilmes            | BN                 | 32         | 0          | CA              | 0               | 0               |                    | -                  | -                  |             | -           | -           | 32     | 0      |        |
| 2009-2010          | San Lorenzo        | PD                 | 6          | 0          | CA              | 0               | 0               |                    | -                  | -                  |             | -           | -           | 6      | 0      |        |
| 2010-2011          | San Lorenzo        | PD                 | 23         | 0          | CA              | 0               | 0               |                    | -                  | -                  |             | -           | -           | 23     | 0      |        |
| 2011-2012          | San Lorenzo        | PD                 | 6          | 0          | CA              | 1               | 0               |                    | -                  | -                  |             | -           | -           | 7      | 0      |        |
| Totale San Lorenzo | Totale San Lorenzo | Totale San Lorenzo | 35         | 0          |                 | 1               | 0               |                    | -                  | -                  |             | -           | -           | 36     | 0      |        |
| 2013               | Rangers de Talca   | PD                 | 13         | 0          | CC              | 5               | 0               |                    | -                  | -                  |             | -           | -           | 18     | 0      |        |
| 2013-2014          | Rangers de Talca   | PD                 | 18         | 0          | CC              | 0               | 0               |                    | -                  | -                  |             | -           | -           | 18     | 0      |        |
| Totale Rangers     | Totale Rangers     | Totale Rangers     | 31         | 0          |                 | 5               | 0               |                    | -                  | -                  |             | -           | -           | 36     | 0      |        |
| 2014               | Universitario      | PD                 | 0          | 0          | CP              | 4               | 0               | CL                 | 4                  | 0                  |             | -           | -           | 8      | 0      |        |
| 2014               | Sarmiento (J)      | BN                 | 16         | 2          |                 | -               | -               |                    | -                  | -                  |             | -           | -           | 16     | 2      |        |
| 2015               | Sarmiento (J)      | PD                 | 28         | 3          | CA              | 1               | 0               |                    | -                  | -                  |             | -           | -           | 29     | 3      |        |
| Totale Sarmiento   | Totale Sarmiento   | Totale Sarmiento   | 44         | 5          |                 | 1               | 0               |                    | -                  | -                  |             | -           | -           | 45     | 5      |        |
| 2016               | Belgrano           | PD                 | 13         | 2          | CA              | 3               | 0               | CS                 | 4                  | 0                  |             | -           | -           | 20     | 2      |        |
| 2016-2017          | Belgrano           | PD                 | 19         | 0          | CA              | 3               | 0               |                    | -                  | -                  |             | -           | -           | 22     | 0      |        |
| 2017-2018          | Belgrano           | PD                 | 5          | 0          | CA              | 0               | 0               |                    | -                  | -                  |             | -           | -           | 5      | 0      |        |
| Totale carriera    | Totale carriera    | Totale carriera    | 179        | 7          |                 | 17              | 0               |                    | 8                  | 0                  |             | -           | -           | 204    | 7      |        |

## Palmarès

### Club

#### Competizioni nazionali
- Campionato argentino: 1

San Lorenzo: Inicial 2013